# Patricia Kaas
Patricia Kaas (Forbach, 5 dicembre 1966) è una cantante e attrice francese.
Il suo stile musicale è un misto tra pop, jazz e chanson. Apprezzatissima in patria, ha venduto 16 milioni di dischi nel mondo.
Ha rappresentato la Francia all'Eurovision Song Contest 2009 con la canzone Et s'il fallait le faire, riportando l'Esagono a un risultato degno di nota: 8º posto finale e quarta canzone preferita dalle giurie.Oltre ha partecipato alla prima edizione dell'evento Luciano Pavarotti and friends.

## Discografia
- 1988: Mademoiselle chante...
- 1990: Scène de vie
- 1991: Carnets de scène
- 1993: Je te dis vous
- 1995: Tour de charme
- 1997: Dans ma chair
- 1997: Black Coffee
- 1998: Rendez-vous
- 1999: Le Mot de passe
- 1999: Christmas in Vienna VI
- 2000: Long Box
- 2000: Ce sera nous
- 2001: Les indispensables de Patricia Kaas
- 2001: Rien ne s'arrête/Best Of 1987–2001
- 2002: Piano Bar
- 2003: Sexe fort
- 2005: Toute la musique...
- 2007: Ma Liberté Contre la Tienne
- 2008: Kabaret
- 2016: Patricia Kaas